# 聖エミディウスのいる受胎告知
『聖エミディウスのいる受胎告知』（せいエミディウスのいるじゅたいこくち、伊: Annunciazione di Ascoli, 英: The Annunciation, with Saint Emidius）は、イタリアのルネサンス期の芸術家カルロ・クリヴェッリによる祭壇画である。主題は受胎告知。祭壇画はマルケ地方の町アスコリ・ピチェーノにあるSSアンヌンツィアータ (受胎告知) 教会のために、1482年にローマ教皇シクストゥス4世によって町に与えられた自治を祝う目的で描かれた。この絵画は1811年にミラノのブレラ美術館に移されたが、1820年にオーギュスト＝ルイ・ド・シヴリーに渡され、19世紀半ばまでにイギリスに到着した。1864年に初代トーントン男爵ヘンリー・ラボシェールから寄贈されて以来、ロンドンのナショナル・ギャラリーに収蔵されている 。
クリヴェッリはマンテーニャの影響を受けて、アスコリ・ピチェーノの町をすべて大理石とレンガでできた理想的なルネサンスの都市として描いた。聖母の家も豪華なものである。緻密に描かれた鉢植えの植物やオリエントのカーペットが聖母マリアの家の二階のロッジアを飾っている。
受胎告知の場面は、大天使ガブリエルが聖母マリアの家ではなく街頭に配置されているが、こうした公的性格は他の受胎告知の作品には見られない。天からの光線は、聖母マリアが聖霊によってイエス・キリストを子宮に受け入れたことを表している。左側の奥へと続く閉じた通路と聖母マリアの寝室にある清らかな水のフラスコは、通常聖母の処女性を指し示す。翼のあるガブリエルは、町の模型を運ぶアスコリ・ピチェーノの守護聖人である聖エミディウスと一緒に描かれている。手前のリンゴは禁断の果実とそれに伴う人間の堕落を表しており、キューリは復活と贖いの約束を象徴するものである。孔雀はその肉が決して腐らないと信じられていたので、関連するキリストの不死を象徴している。
絵画の下部には、教皇シクストゥス4世と地元の司教プロスペロ・カッファレッリの紋章が描かれている 。ラテン語の libertasecclesiastica（教会の自由）は、カトリック教会の一般的な監督下にあるアスコリ・ピチェーノの自治を示す。